# 西紹瓦帕
西·紹瓦帕（？—1620年），即訕佩四世（สรรเพชญ์ที่ ๔），暹羅阿瑜陀耶王國國王，1620年曾短暫在位。
西紹瓦帕是厄伽陀沙律的次子。兄長昭華素達被厄伽陀沙律封為副王，但在1607年去世。作為次子的紹瓦帕有望被授予副王的爵位，成為王位的推定繼承人，但厄伽陀沙律從未授予他副王的爵位。
1620年厄伽陀沙律去世後，西紹瓦帕繼承王位，但他是一個無能的君主。日本商人進入王宮，將他劫持為人質，直到他發誓不傷害任何日本人才將其釋放。隨後日本人綁架僧王到昭披耶河的河口，直到他們得以安全前往日本，才將僧王釋放。
不久之後，西紹瓦帕即遭到謀殺，王位由他的兄弟頌曇繼承。
| 前任： 厄伽陀沙律 | 暹羅國王 | 继任： 頌曇 |